# 尤利乌斯·莱贝尔

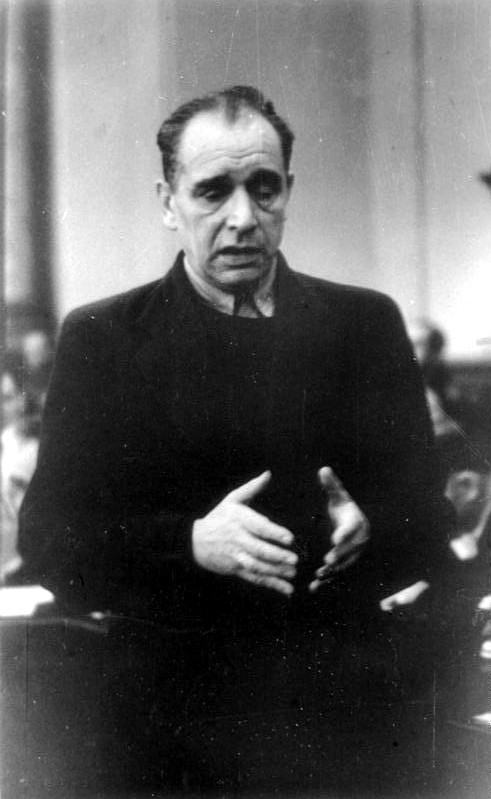
尤利乌斯·莱贝尔

尤利乌斯·莱贝尔（Julius Leber，1891年11月16日—1945年1月5日）是一位德国社会民主党政客，曾参与德国抵抗运动以及反对納粹德國。

## 早期生活
莱贝尔是个私生子。一位石匠让·莱贝尔（Jean Leber）后来收养了他。1908年，莱贝尔从一所职业高中取得中等教育文凭（Mittlere Reife）。
他在1913年取得高中毕业文凭（Abitur），此后曾在斯特拉斯堡学习国民经济、历史；亦曾在弗赖堡大学学习。同年，他还加入了德国社会民主党。1914年，第一次世界大战爆发，莱贝尔自愿参军。

## 军旅生涯
身为士兵的莱贝尔曾两度负伤，之后晋升为中尉，在战后服役于威瑪防衛軍。1920年卡普政變爆发时，莱贝尔选择站到魏瑪共和國一边。接着，因部分威瑪防衛軍将领也参与了政变密谋，莱贝尔为表抗议，退出军队。离开威瑪防衛軍。后，他继续在弗莱堡大学修学，最终取得博士学位。

## 政治生涯
莱贝尔于1921年成为社会民主主义报纸《吕贝克人民信报》总编。1921-1933年间，莱贝尔还曾担任吕贝克地方議會议员。1924年，莱贝尔成为帝国议会议员。

### 反对纳粹
纳粹党于1933年夺权，之后曾企图杀害莱贝尔；后者一度遭到拘禁，当局迫于莱贝尔在吕贝克的同僚们的压力才释放了他，结果在当年3月又将他逮捕。纳粹政权又于1933年将他收监，之后将他作为“反政府危险人物”关进萨克森豪森集中营，直到1937年才获释。莱贝尔在获释后于柏林舍讷贝格銷售煤炭，以此掩护自己在反纳粹抵抗组织中的身份。
1940年，莱贝尔试图与德国武装力量领导层建立联系，之后结识了克勞斯·馮·施陶芬貝格。由此，莱贝尔还认识了卡尔·格德勒以及以赫爾穆特·詹姆斯·馮·毛奇为中心的克莱稍集团。施陶芬贝格的密谋集团曾计划在政变成功后任命莱贝尔为国家新任内政部长。

### 逮捕和处决
莱贝尔曾试图和安东·泽夫科领导的共产党地下组织建立联系，但被地下组织里的一个告密者出卖。1944年7月5日，就在施陶芬贝格试图刺杀希特勒（7月20日密谋案）的15天前，莱贝尔被盖世太保逮捕。10月20日，莱贝尔遭人民法院审判。莱贝尔被判处死刑，並于1945年1月5日在柏林普勒岑湖監獄被处决。